# 19 de Abril
19 de Abril är en ort i Mexiko.   Den ligger i kommunen Mazatán och delstaten Chiapas, i den sydöstra delen av landet, 900 km sydost om huvudstaden Mexico City. 19 de Abril ligger 8 meter över havet och antalet invånare är 158.
Terrängen runt 19 de Abril är mycket platt. Havet är nära 19 de Abril åt sydväst.  Närmaste större samhälle är Puerto Madero, 12,6 km sydost om 19 de Abril. 